# Finegoldia
Finegoldia es un género de bacterias grampositivas. Son cocos anaeróbicos de la clase Clostridia, siendo F. magna la especie tipo. Finegoldia magna fue conocida anteriormente, junto con otros cocos anaeróbicos Gram-positivos (GPACs) cómo Peptostreptococcus magnus, pero fue trasladado a su propio género en 1999. El nombre es en honor a Sydney M. Finegold, un microbiólogo estadounidense, mientras que magna es en latín para grande.
Es un patógeno humano oportunista que normalmente coloniza la piel y las membranas mucosas. A menudo se observa en biopelículas en las úlceras crónicas como en el pie diabético o en las úlceras de decúbito. La mayoría de los estudios han demostrado que es susceptible a la penicilina, los carbapenemas y el metronidazol, aunque se han identificado cepas restantes. La resistencia a la clindamicina es común y se ha observado en más del 10% de las cepas en los Estados Unidos. Una revisión indicó que la combinación de la disminución de la susceptibilidad a los antimicrobianos, su prevalencia, y los factores de virulencia descritos por F. magna le dan una posición especial entre los GPAC.